# Mandschurosaurus
Mandschurosaurus amurensis
Genre
Espèce
Mandschurosaurus (signifiant « lézard de Mandchourie ») est un genre éteint de dinosaures Hadrosauridae basé sur du matériel provenant du Crétacé supérieur de Chine et peut-être aussi du Crétacé inférieur du Laos. Le type et seule espèce est Mandschurosaurus amurensis. C'est le premier genre de dinosaures nommé en Chine, et un squelette monté basé sur l'holotype de Mandschurosaurus amurensis est exposé au Musée central de géologie et de prospection de Saint-Pétersbourg ; cependant, une grande partie du squelette est en plâtre.

## Découverte et dénomination
L'holotype de M. amurensis (IVP AS coll.) est basé sur un squelette incomplet et mal conservé collecté par des scientifiques russes en 1914 sur les rives du fleuve Amour, en Chine, dans une couche de la formation de Yuliangze (en), datant du Maastrichtien, et les restes représentent un grand Hadrosauridae. Le matériel holotype a été initialement référencé au genre Trachodon (un nomen dubium) comme T. amurense par Riabinin (1925), mais a été plus tard réassigné à un nouveau genre par Riabinin (1930). L'holotype de M. laosensis, qui est basé principalement sur un ilium et d'autres restes fragmentaires, provient de la formation de Grès supérieurs d'âge Aptien-Albien au Laos et a été nommé par Hoffet (1944).

## Description
M. amurensis aurait probablement atteint onze mètres de long à l'âge adulte.

## Classification
Il y a eu quelques débats concernant la validité de ce genre. Brett-Surman (1979) l'a d'abord considéré comme un nomen dubium, bien que certains auteurs ultérieurs aient continué à le considérer comme un taxon valide (Chapman et Brett Surman, 1990, par exemple). Plus récemment, Horner et al. (2004) ont listé l'espèce type comme un nomen dubium dans la deuxième édition de The Dinosauria.
Au fil des années, trois espèces ont été placées dans ce genre : Mandschurosaurus amurensis, M. mongoliensis, et M. laosensis. Brett-Surman (1979) a considéré M. mongoliensis comme un genre distinct, qu'il a nommé Gilmoreosaurus et Horner et al. (2004) ont considéré M. laosensis comme un nomen dubium ; ceci laisse seulement l'espèce originale de Riabin, M. amurensis, comme un taxon possiblement valide.
Au sein d'Ornithopoda, Mandschurosaurus est le plus souvent placé au sein de Hadrosauridae dans la sous-famille des Hadrosaurinae comme un nomen dubium,,,.